# Christoph Leuschner (Mediziner)
Christoph Leuschner (* 1521 in Meißen; † 14. März 1575 ebenda) war ein deutscher Arzt und zeitweise kursächsischer Leibarzt. Er ist bekannt für seine medizinische Praxis in Meißen und seine Rolle als medizinischer Berater hoher Adeliger, einschließlich des mecklenburgischen Herzogs Johann Albrecht I.

## Leben
Christoph Leuschner wurde 1521 in Meißen geboren, als Sohn von Carl Leuschner (ca. 1470–1554), der 1504 in Meißen eine Apotheke eröffnete, und dessen Frau Dorothea (geb. in Erfurt). Er begann sein Studium der Medizin in der zweiten Hälfte des Wintersemesters 1532 in Wittenberg. Nach dem Stiduium praktizierte Leuschner als Arzt in Meißen. 1565 wurde er als kursächsischer Leibarzt tätig und behandelte den mecklenburgischen Herzog Johann Albrecht I. in Küstrin an einem heftigen Halsgeschwür. Ein Jahrzehnt später begleitete er zusammen mit seinem Kollegen Caspar Neefe den Herzog in seinen letzten Tagen, konnte ihn jedoch nicht heilen; der Herzog verstarb 1576 in Schwerin. Leuschner war zudem bis 1576 als Arzt an der Fürstenschule St. Afra tätig und behandelte Persönlichkeiten wie Georg Fabricius (1516–1571) vor dessen Tod. Christoph Leuschner verstarb am 14. März 1575 in Meißen.

## Familie
Christoph Leuschner heiratete am 22. September 1549 in Großenhain Margarethe Glitze (1529–1604), Tochter des Bürgermeisters Georg Glitze und Enkelin des Meißner Bürgermeisters Heinrich Faust (ca. 1475–1544). Aus der Ehe gingen mehrere Kinder hervor: Die Söhne Christoph und Caspar, die im Jahr 1604 in Freiberg lebten, sowie eine Tochter, die bereits im Alter von vier Jahren verstarb, und Carl, der im Alter von 18 Jahren als Schüler in Lübeck starb. Ein weiterer Sohn, Georg Leuschner (* 1565; † 1626), immatrikulierte sich am 5. Juni 1565 an der Universität Wittenberg und wurde 1584 zunächst Hofarzt und zwei Jahre später Leibarzt.